# Stefan Radt

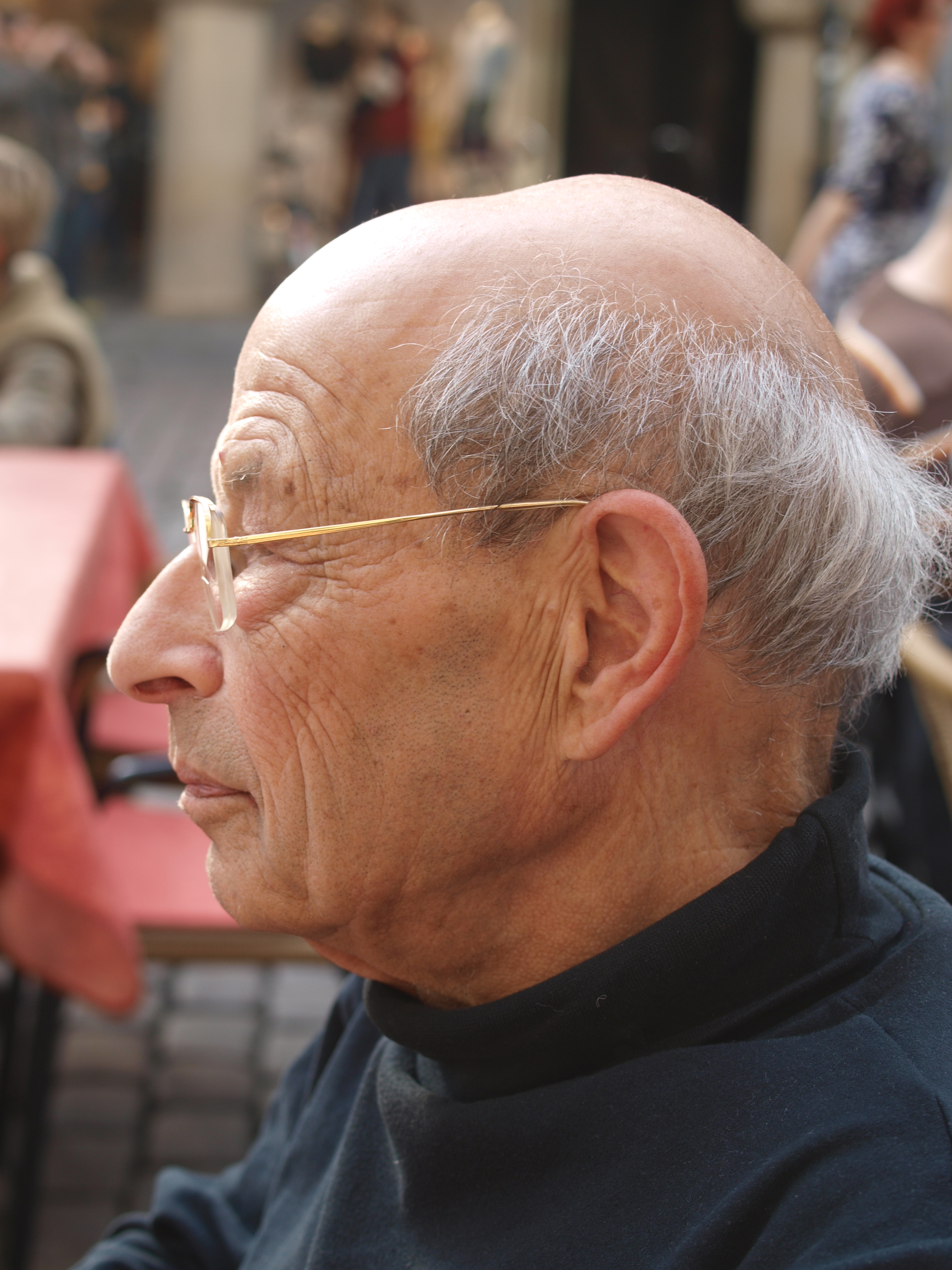
Stefan Radt (2009)

Stefan Lorenz Radt (* 4. August 1927 in Berlin; † 22. November 2017) war ein niederländischer Klassischer Philologe deutscher Herkunft.

## Leben
Stefan Radt emigrierte mit seinen Eltern, dem Chemiker Fritz Radt (1893–1978) und seiner Ehefrau Jula Radt, geb. Cohn (1894–1982), 1937 aus Deutschland nach Holland und lebte in Amsterdam. Durch die Hilfe der niederländischen Untergrundbewegung konnte er sich ab 1943 vor den deutschen Besatzern verstecken. In der Zeit des Untergrundes brachte er sich selbst mit Schulbüchern die Altgriechische Sprache bei. Von 1946 bis 1953 studierte er Klassische Philologie an der Universität von Amsterdam. Von 1954 bis 1955 reiste er im Rahmen eines Auslandsstipendiums nach Cambridge, Rom und Griechenland. Anschließend arbeitete er bis 1956 als Gymnasiallehrer in Hilversum. 1958 wurde er mit der Dissertation „Pindars Zweiter und Sechster Paian“ zum Dr. phil. promoviert.
Von 1958 bis 1960 war Radt Mitarbeiter am Lexikon des frühgriechischen Epos in Hamburg. 1960 wurde er Dozent für Klassische Philologie in Amsterdam. 1967 wurde er als ordentlicher Professor für griechische Sprache und Literatur an die Universität Groningen berufen und lehrte dort bis zu seiner Emeritierung 1987.
Radt galt als eine Symbolfigur niederländisch-deutscher Freundschaft.

## Ehrungen
1978 wurde Radt Mitglied der Königlich Niederländischen Akademie der Wissenschaften, 1987 wurde er korrespondierendes Mitglied der British Academy. Am 14. Januar 2010 erhielt Radt von der Philosophischen Fakultät der Universität Münster die Ehrendoktorwürde. Gewürdigt wurden unter anderem seine herausragenden Verdienste um die Edition und Erschließung antiker Texte. Radts neue Ausgabe von Strabons Geographika in zehn Bänden (mit deutscher Übersetzung und Kommentar) gilt in der Forschung als neue Standardedition.

## Schriften (Auswahl)
- Pindars zweiter und sechster Paian. Text, Scholien und Kommentar. Amsterdam 1958 (Dissertation).
- Tragicorum Graecorum fragmenta. Band 4: Sophocles. Göttingen 1977. Editio correctior et addendis aucta 1999.
- Tragicorum Graecorum fragmenta. Band 3: Aeschylus. Göttingen 1985. 2. Auflage 2008.
- Noch einmal zu … Kleine Schriften von Stefan Radt zu seinem 75. Geburtstag (= Mnemosyne Supplementum 235). Brill, Leiden u. a. 2002.
- Strabons Geographika. Mit Übersetzung und Kommentar herausgegeben von Stefan Radt. 10 Bände, Vandenhoeck & Ruprecht, Göttingen 2002–2011.
  - Bd. 1: Prolegomena. Buch I–IV: Text und Übersetzung. 2002, ISBN 978-3-525-25950-4.
  - Bd. 2: Buch V–VIII: Text und Übersetzung. 2003, ISBN 978-3-525-25951-1.
  - Bd. 3: Buch IX–XIII: Text und Übersetzung. 2004, ISBN 978-3-525-25952-8.
  - Bd. 4: Buch XIV–XVII: Text und Übersetzung. 2005, ISBN 978-3-525-25953-5.
  - Bd. 5: Abgekürzt zitierte Literatur, Buch I–IV: Kommentar. 2006, ISBN 978-3-525-25954-2.
  - Bd. 6: Buch V–VIII: Kommentar. 2007, ISBN 978-3-525-25955-9.
  - Bd. 7: Buch IX–XIII: Kommentar. 2008, ISBN 978-3-525-25956-6 (Digitalisat).
  - Bd. 8: Buch XIV–XVII: Kommentar. 2009, ISBN 978-3-525-25957-3 (Digitalisat).
  - Bd. 9: Epitome und Chrestomathie. 2010, ISBN 978-3-525-25958-0 (Digitalisat).
  - Bd. 10: Register. 2011, ISBN 978-3-525-25959-7.

Herausgeberschaft
- Eduard Schwyzer: Griechische Grammatik. Band 4: Stellenregister. Hergestellt von Fritz Radt. C. H. Beck, München 1971.